# Laohekou
Laohekou (老河口 ; pinyin : Lǎohékǒu) est une ville de la province du Hubei en Chine. C'est une ville-district placée sous la juridiction de la ville-préfecture de Xiangfan.

## Démographie
La population du district était de 517 746 habitants en 1999.